# Блек-Рівер 9
Блек-Рівер 9 (англ. Black River 9) — індіанська резервація в Канаді, у провінції Манітоба, у межах невключеної частини переписної області №19.

## Населення
За даними перепису 2016 року, індіанська резервація нараховувала 698 осіб, показавши зростання на 34,0%, порівняно з 2011-м роком. Середня густина населення становила 75,6 осіб/км².
З офіційних мов обидвома одночасно не володів жоден з жителів, тільки англійською — 700. Усього 115 осіб вважали рідною мовою не одну з офіційних, з них 110 — одну з корінних мов.
Працездатне населення становило 47,6% усього населення, рівень безробіття — 40%.
Середній дохід на особу становив $15 639 (медіана $7 107), при цьому для чоловіків — $11 468, а для жінок $19 658 (медіани — $2 416 та $12 640 відповідно).
20,5% мешканців мали закінчену шкільну освіту, не мали закінченої шкільної освіти — 54,2%, 27,7% мали післяшкільну освіту, з яких 17,4% мали диплом бакалавра, або вищий.
| Статево-вікова структура населення | Статево-вікова структура населення | Статево-вікова структура населення | Статево-вікова структура населення | Статево-вікова структура населення |
| ---------------------------------- | ---------------------------------- | ---------------------------------- | ---------------------------------- | ---------------------------------- |
|                                    |                                    |                                    |                                    |                                    |
| Всього                             | Всього                             | 51,1%48,9%                         |                                    |                                    |
| 0 — 14 років                       | 0 — 14 років                       |                                    | 40%                                | 40%                                |
| 15 — 64 років                      | 15 — 64 років                      |                                    | 57,1%                              | 57,1%                              |
| 65 і більше                        | 65 і більше                        |                                    | 2,9%                               | 2,9%                               |
| Середній вік (років)               | Середній вік (років)               | 23,924,8                           | 24,3                               | 24,3                               |
| Медіана (років)                    | Медіана (років)                    | 19,220,4                           | 20,0                               | 20,0                               |
| — чоловіки — жінки                 |                                    |                                    |                                    |                                    |

| Походження мешканців:     | Походження мешканців:     | Походження мешканців: | Походження мешканців: | Походження мешканців: |
| ------------------------- | ------------------------- | --------------------- | --------------------- | --------------------- |
| Походження                |                           |                       | осіб                  | %                     |
| Корінні американці        | Корінні американці        |                       | 690                   | 98.57%                |
| Інше північноамериканське | Інше північноамериканське |                       | 0                     | 0%                    |
| Європейське               | Європейське               |                       | 50                    | 7.14%                 |
| британське                | британське                |                       | 25                    | 3.57%                 |
| французьке                | французьке                |                       | 15                    | 2.14%                 |
| українське                | українське                |                       | 10                    | 1.43%                 |

## Клімат
Середня річна температура становить 1,7°C, середня максимальна – 22,8°C, а середня мінімальна – -24,4°C. Середня річна кількість опадів – 510 мм.
| Клімат поселення                              | Клімат поселення | Клімат поселення | Клімат поселення | Клімат поселення | Клімат поселення | Клімат поселення | Клімат поселення | Клімат поселення | Клімат поселення | Клімат поселення | Клімат поселення | Клімат поселення | Клімат поселення |
| Показник                                      | Січ.             | Лют.             | Бер.             | Квіт.            | Трав.            | Черв.            | Лип.             | Серп.            | Вер.             | Жовт.            | Лист.            | Груд.            |                  |
| Середній максимум, °C                         | −12,87           | −9,16            | −2,21            | 7,76             | 15,81            | 21,69            | 22,82            | 21,62            | 15,51            | 8,72             | −1,04            | −10,98           |                  |
| Середня температура, °C                       | −18,64           | −14,94           | −7,96            | 2,01             | 10,04            | 15,92            | 19,09            | 17,88            | 11,74            | 4,92             | −4,8             | −14,72           |                  |
| Середній мінімум, °C                          | −24,41           | −20,7            | −13,74           | −3,75            | 4,28             | 10,14            | 15,30            | 14,07            | 7,97             | 1,17             | −8,58            | −18,52           |                  |
| Норма опадів, мм                              | 21               | 15               | 22               | 25               | 51               | 84               | 71               | 70               | 59               | 42               | 29               | 21               |                  |
| Середньомісячна швидкість вітру, м/с          | 3.50             | 3.41             | 3.66             | 3.80             | 3.90             | 3.60             | 3.40             | 3.60             | 3.90             | 4.20             | 4.07             | 3.60             |                  |
| Середньомісячна сонячна радіація, кДж/м²·день | 4212             | 7631             | 12687            | 17405            | 20254            | 21020            | 21300            | 17999            | 12106            | 7078             | 3968             | 3059             |                  |
| --------------------------------------------- | ---------------- | ---------------- | ---------------- | ---------------- | ---------------- | ---------------- | ---------------- | ---------------- | ---------------- | ---------------- | ---------------- | ---------------- | ---------------- |
| Джерело:                                      |                  |                  |                  |                  |                  |                  |                  |                  |                  |                  |                  |                  |                  |